# Andreas Moos
Andreas Jess Moos (født 15. januar 1990) er en dansk fodboldspiller, der spiller for Næstved Boldklub.

## Karriere
Moos er venstrebenet og spiller som regel på positionen som venstre fløj, men han kan også dække andre offensive positioner.
I sæsonen 2009/2010 blev Moos topscorer for FC Københavns reservehold i 2. division Øst, hvor han som venstre fløj scorede 12 mål.

### Vejle Boldklub
I sommeren 2010 skiftede Moos til Vejle Boldklub på en toårig kontrakt.

### FC Fredericia
Efter at have fået ophævet sin kontakt dagen før i Vejle-Kolding, skrev Andreas Moos 12. december 2012 under på toårig kontrakt med FC Fredericia. Ved årsskiftet 2015 blev det bekendtgjort, at FC Fredericia gik hvert til sit.

### Akademisk Boldklub Gladsaxe
Den 12. januar 2015 blev det offentliggjort, at Andreas Moos havde skrevet under på en kontrakt med Akademisk Boldklub Gladsaxe.

### Næstved Boldklub
Andreas Moos skiftede den 17. januar 2017 fra AB til Næstved Boldklub, hvor han skrev under på en toårig kontrakt.